# 威廉·布劳
威廉·扬松·布劳（荷蘭語：Willem Janszoon Blaeu，1571年—1638年），文艺复兴时期欧洲荷兰地理学家与出版家。曾随丹麦天文学家第谷从事研究工作。他制有地球仪和地图册，并于1605年出版了大型的世界地图。
1633年威廉·扬松·布劳開始擔任荷蘭東印度公司的繪圖師。